# Daniel (ur. 1970)
Daniel Conceicao Silva (ur. 10 października 1970) – brazylijski piłkarz występujący na pozycji pomocnika.

## Kariera klubowa
Od 1997 do 2002 roku występował w klubach Kyoto Purple Sanga i Vissel Kobe.